# Ilin Island
Ilin Island ist eine philippinische Insel im Norden der Sulusee, knapp einen Kilometer vor der Südwestküste der Insel Mindoro.

## Geographie
Die etwa 73 km² große Insel ist hügelig. Knapp 1,5 km westlich liegt die Insel Ambulong.

## Fauna und Fora
Die Ilin-Borkenratte, ein seltenes Nagetier, war auf Ilin Island endemisch.

## Verwaltung
Ilin Island gehört zur Gemeinde San Jose (Municipality of San Jose) in der philippinischen Provinz Occidental Mindoro.